# J-Tull Dot Com
| Críticas profissionais | Críticas profissionais |
| Avaliações da crítica  | Avaliações da crítica  |
| Fonte                  | Avaliação              |
| ---------------------- | ---------------------- |
| Allmusic               | 2 de 5 estrelas.       |

J-Tull Dot Com é o vigésimo primeiro álbum de estúdio da banda britânica Jethro Tull. De aparência similar a seu website oficial, J-Tull.com, este lançamento parece ter sido um esforço promocional para o recém-adquirido endereço na internet.

## Faixas
1. "Spiral" - 3:50
2. "Dot Com" - 4:25
3. "Awol" - 5:19
4. "Nothing At All" - 0:56
5. "Wicked Windows" - 4:40
6. "Hunt By Numbers" - 4:00
7. "Hot Mango Flush" - 3:49
8. "El Niño" - 4:40
9. "Black Mamba" - 5:00
10. "Mango Surprise" - 1:44
11. "Bends Like A Willow" - 4:53
12. "Far Alaska" - 4:06
13. "The Dog-Ear Years" - 3:34
14. "A Gift Of Roses" - 3:54